# Quần vợt năm 2019
Trang này bao gồm tất cả các sự kiện quan trọng của môn quần vợt trong năm 2019. Bài viết cung cấp kết quả của các giải đấu đáng chú ý trong suốt cả năm của cả hai hiệp hội quần vợt ATP và WTA, cũng như các giải đấu dành cho đội tuyển quốc gia là Davis Cup (nam) và Fed Cup (nữ).

## ITF

### Grand Slam
| Nội dung | Giải vô địch | Nhà vô địch    | Á quân       | Kết quả       |
| -------- | ------------ | -------------- | ------------ | ------------- |
| Đơn nam  | Úc Mở rộng   | Novak Djokovic | Rafael Nadal | 6–3, 6–2, 6–3 |
| Đơn nam  | Pháp Mở rộng |                |              |               |
| Đơn nam  | Wimbledon    |                |              |               |
| Đơn nam  | Mỹ Mở rộng   |                |              |               |

| Nội dung | Giải vô địch | Nhà vô địch | Á quân        | Tỷ số              |
| -------- | ------------ | ----------- | ------------- | ------------------ |
| Đơn nữ   | Úc Mở rộng   | Naomi Osaka | Petra Kvitová | 7–6(7–2), 5–7, 6–4 |
| Đơn nữ   | Pháp Mở rộng |             |               |                    |
| Đơn nữ   | Wimbledon    |             |               |                    |
| Đơn nữ   | Mỹ Mở rộng   |             |               |                    |

| Nội dung | Giải vô địch | Nhà vô địch                         | Á quân                    | Tỷ số         |
| -------- | ------------ | ----------------------------------- | ------------------------- | ------------- |
| Đôi nam  | Úc Mở rộng   | Pierre-Hugues Herbert Nicolas Mahut | Henri Kontinen John Peers | 6–4, 7–6(7–1) |
| Đôi nam  | Pháp Mở rộng | ·                                   | ·                         |               |
| Đôi nam  | Wimbledon    | ·                                   | ·                         |               |
| Đôi nam  | Mỹ Mở rộng   | ·                                   | ·                         |               |

| Nội dung | Giải vô địch | Nhà vô địch                 | Á quân                          | Tỷ số    |
| -------- | ------------ | --------------------------- | ------------------------------- | -------- |
| Đôi nữ   | Úc Mở rộng   | Samantha Stosur Zhang Shuai | Tímea Babos Kristina Mladenovic | 6–3, 6–4 |
| Đôi nữ   | Pháp Mở rộng | ·                           | ·                               |          |
| Đôi nữ   | Wimbledon    | ·                           | ·                               |          |
| Đôi nữ   | Mỹ Mở rộng   | ·                           | ·                               |          |

| Nội dung   | Giải vô địch | Nhà vô địch                   | Á quân                          | Tỷ số         |
| ---------- | ------------ | ----------------------------- | ------------------------------- | ------------- |
| Đôi nam nữ | Úc Mở rộng   | Barbora Krejčíková Rajeev Ram | Astra Sharma John-Patrick Smith | 7–6(7–3), 6–1 |
| Đôi nam nữ | Pháp Mở rộng | ·                             | ·                               |               |
| Đôi nam nữ | Wimbledon    | ·                             | ·                               |               |
| Đôi nam nữ | Mỹ Mở rộng   | ·                             | ·                               |               |

### Davis Cup
Vòng chung kết giải đấu sẽ diễn ra vào Tháng 11.

### Fed Cup
|  |                                         |              |        |                                  |   |         |         |         |  |  |           |           |           |
|  | Tứ kết                                  | Tứ kết       | Tứ kết |                                  |   | Bán kết | Bán kết | Bán kết |  |  | Chung kết | Chung kết | Chung kết |
|  | Tứ kết                                  | Tứ kết       | Tứ kết |                                  |   | Bán kết | Bán kết | Bán kết |  |  | Chung kết | Chung kết | Chung kết |
|  | Ostrava, Cộng hòa Séc (cứng, trong nhà) |              |        |                                  |   |         |         |         |  |  |           |           |           |
|  |                                         |              |        |                                  |   |         |         |         |  |  |           |           |           |
|  | 1                                       | Cộng hòa Séc | 2      |                                  |   |         |         |         |  |  |           |           |           |
|  | 1                                       | Cộng hòa Séc | 2      | Rouen, Pháp (đất nện, trong nhà) |   |         |         |         |  |  |           |           |           |
|  |                                         | România      | 3      |                                  |   |         |         |         |  |  |           |           |           |
|  |                                         | România      | 3      |                                  |   | România | 2       |         |  |  |           |           |           |
|  | Liège, Bỉ (cứng, trong nhà)             |              |        |                                  |   | România | 2       |         |  |  |           |           |           |
|  |                                         |              | 4      | Pháp                             | 3 |         |         |         |  |  |           |           |           |
|  | 4                                       | Pháp         | 4      | Pháp                             | 3 | 3       |         |         |  |  |           |           |           |
|  | 4                                       | Pháp         |        |                                  |   | 3       |         | TBA, Úc |  |  |           |           |           |
|  |                                         | Bỉ           | 1      |                                  |   |         |         |         |  |  |           |           |           |
|  |                                         | Bỉ           | 1      |                                  |   |         | 4       | Pháp    |  |  |           |           |           |
|  | Braunschweig, Đức (cứng, trong nhà)     |              |        |                                  |   |         | 4       | Pháp    |  |  |           |           |           |
|  |                                         |              |        |                                  |   | Úc      |         |         |  |  |           |           |           |
|  |                                         | Đức          | 0      |                                  |   |         |         |         |  |  |           |           |           |
|  |                                         | Đức          | 0      | Brisbane, Úc (cứng)              |   |         |         |         |  |  |           |           |           |
|  | 3                                       | Belarus      | 4      |                                  |   |         |         |         |  |  |           |           |           |
|  | 3                                       | Belarus      | 4      |                                  |   | 3       | Belarus | 2       |  |  |           |           |           |
|  | Asheville, Hoa Kỳ (cứng, trong nhà)     |              |        |                                  |   | 3       | Belarus | 2       |  |  |           |           |           |
|  |                                         |              |        | Úc                               | 3 |         |         |         |  |  |           |           |           |
|  |                                         | Úc           | 3      | Úc                               | 3 |         |         |         |  |  |           |           |           |
|  |                                         | Úc           | 3      |                                  |   |         |         |         |  |  |           |           |           |
|  | 2                                       | Hoa Kỳ       | 2      |                                  |   |         |         |         |  |  |           |           |           |
|  | 2                                       | Hoa Kỳ       | 2      |                                  |   |         |         |         |  |  |           |           |           |
|  |                                         |              |        |                                  |   |         |         |         |  |  |           |           |           |

## IOC
- 19 tháng 7 - 4 tháng 8: Đại hội Thể thao Liên châu Mỹ 2019
- 1-7 tháng 12: Đại hội Thể thao Đông Nam Á